# (6173) Jimwestphal
(6173) Jimwestphal (1983 AD) – planetoida z pasa głównego asteroid okrążająca Słońce w ciągu 4,1 lat w średniej odległości 2,56 j.a. Odkryta 9 stycznia 1983 roku.